# Plakinastrella oxeata
Plakinastrella oxeata är en svampdjursart som beskrevs av Topsent 1904. Plakinastrella oxeata ingår i släktet Plakinastrella och familjen Plakinidae. Inga underarter finns listade i Catalogue of Life.